# Santen (Adelsgeschlecht)
Die Familie Santen ist ein altes klevesches Adelsgeschlecht, dessen Name sich wahrscheinlich von der Stadt Xanten herleitet.

## Geschichte
Ein Johann von Santen gehörte 1399 zu der münsterschen Ritterschaft. Bernard von Santen aus Dordrecht errichtete 1682 bei Brohl am Rhein die erste Trassmühle am Rhein.
Die ununterbrochene Stammreihe beginnt mit Cornelius von Santen, der als klevescher und brandenburgischer Rentmeister in Kleve 1570–1630 urkundlich erscheint. Teile der Familie von Santen kamen in Folge der Religionsverfolgungen im 16. Jahrhundert aus den Niederlanden nach Emden und Norden. Hans Pauls von Santen (* 1578; † 11. Dezember 1641) wurde ein reicher Tuchhändler und stieg in das Patriziat der Stadt Emden auf. Ein Alexander von Santen lebte um 1650 in Ostfriesland. Aber die Familie verlor das Geld wieder.
So verdiente Friedrich von Santen (~ 27. November 1716) sein Geld als Arzt und Apotheker. Aus seiner Ehe mit Gesine Albina von Rehden entstammt Hieronymus Ibeling, der 1778 Bürgermeister von Emden wurde. Im Jahr 1856 besaß die Familie das Gut Jarnitz auf Rügen (Hermann Ludwig von Santen). Auch war die Familie zeitweilig Besitzer des Gutes Landegge. Am 13. März 1895 erfolgte die mecklenburg-schwerinsche Adelsanerkennung für den preußischen Major Hermann von Santen.

## Wappen
Das schräg-links geteilte Stammwappen zeigt oben in Blau drei (2:1) goldene Sterne, unten in Gold drei (1:2) schwarze Kugeln. Auf dem gekrönten Helm mit blau-goldenen Decken wächst ein geharnischter Arm, eine Granate (oder eine silberne Wolfsangel) haltend, zwischen zwei von Gold und Schwarz geteilten Büffelhörnern.

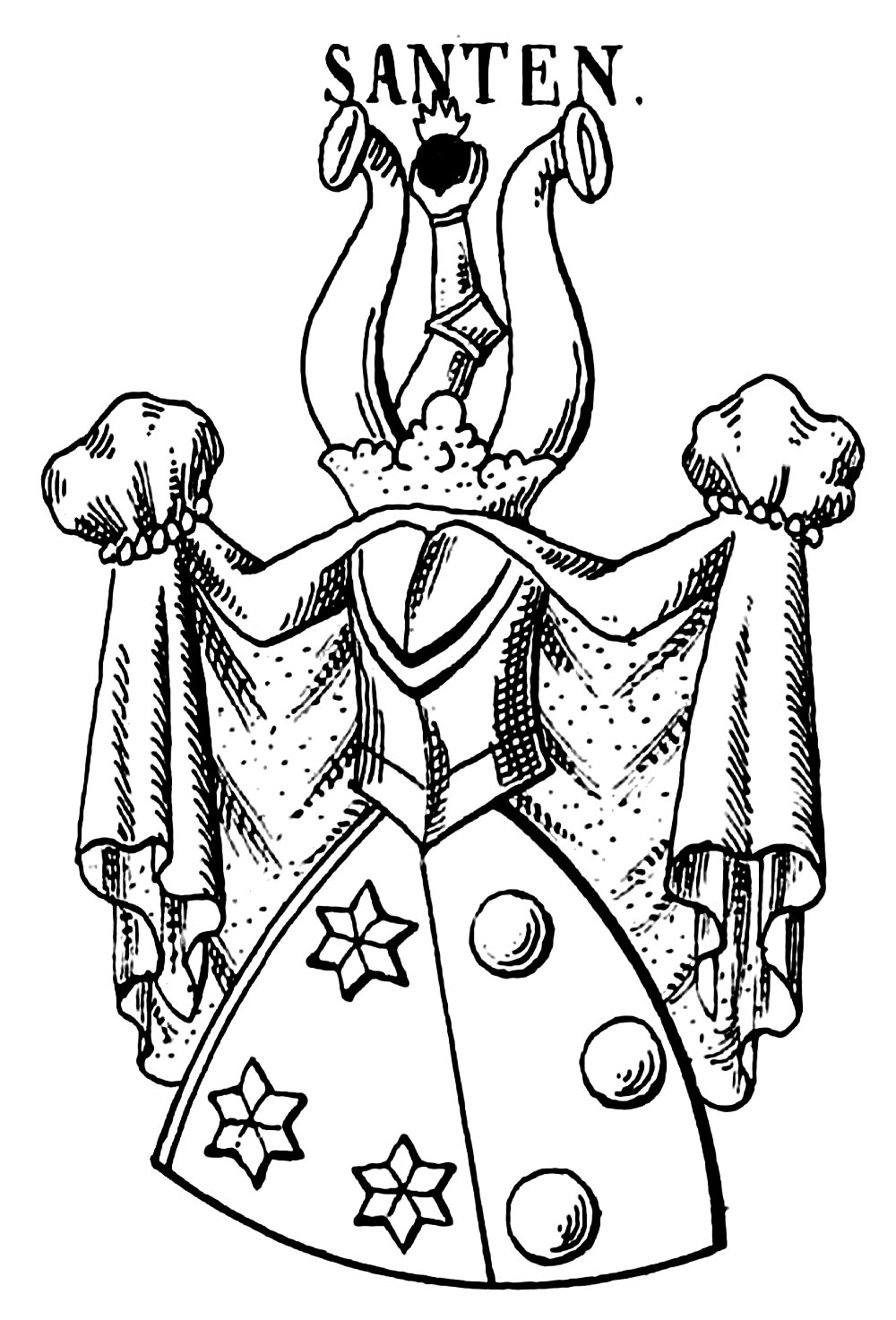
Wappen in Siebmachers Wappenbuch, 1871
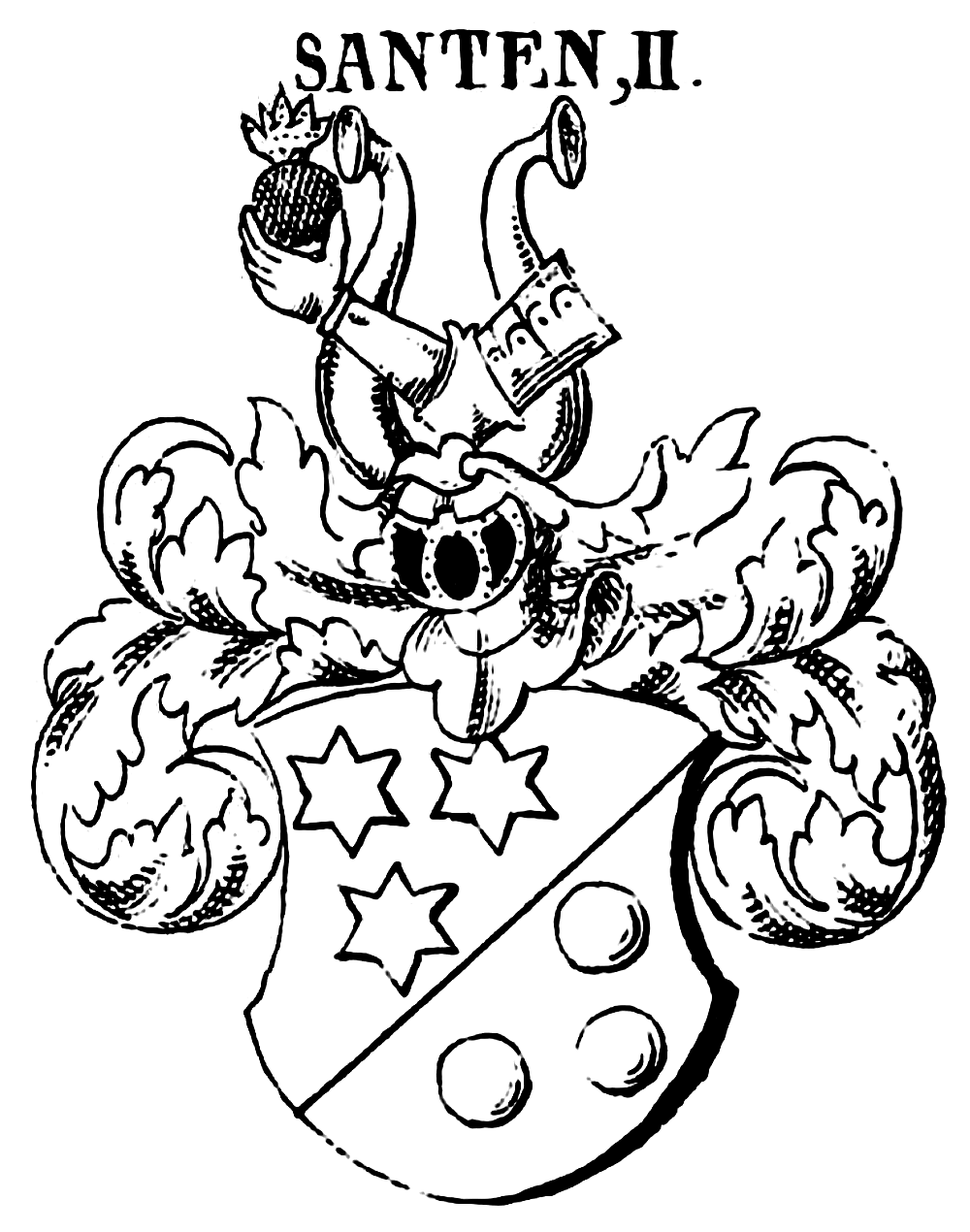
Wappen in Siebmachers Wappenbuch, 1878
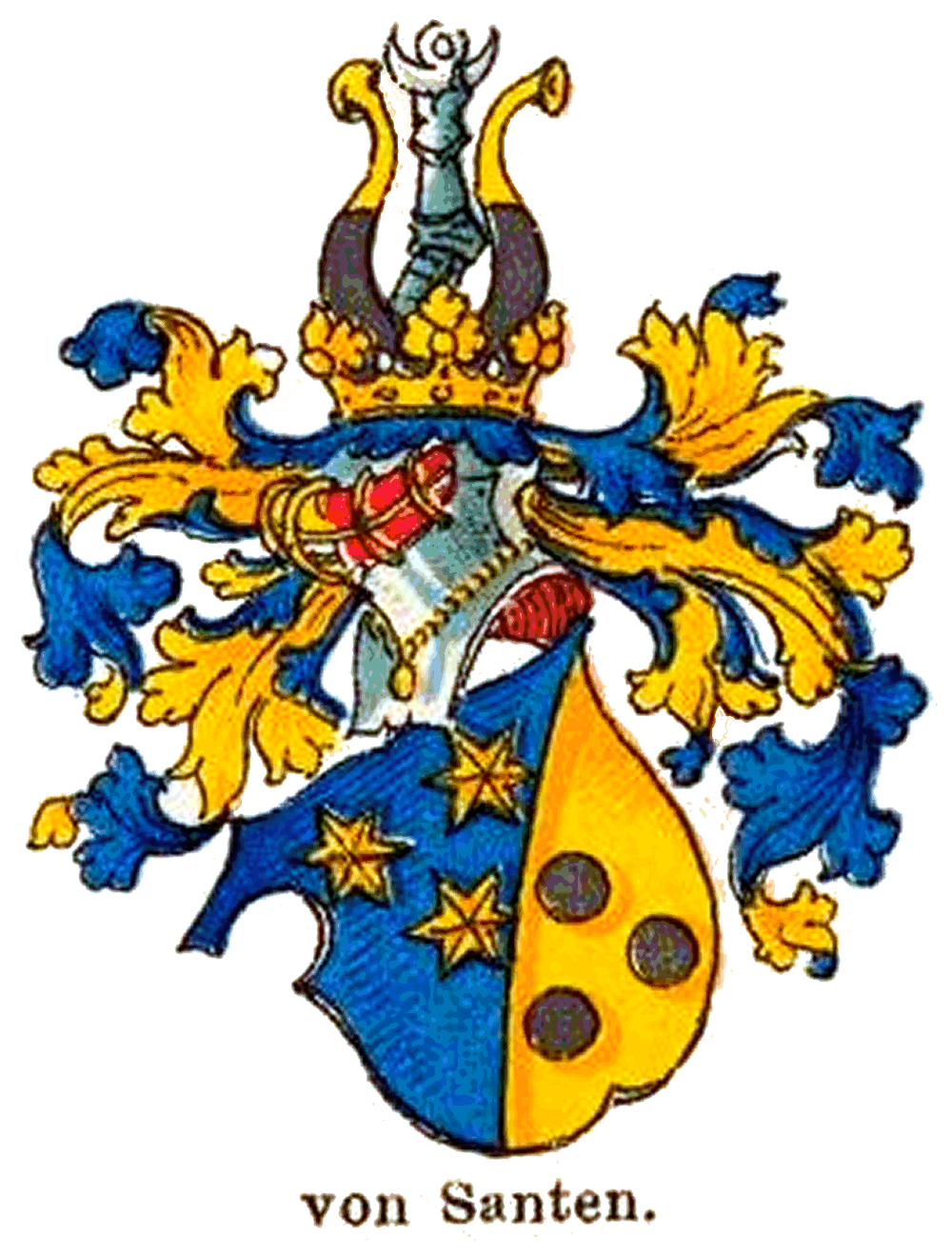
Wappen in der Markensammlung von A.M. Hildebrand